# Totasjön
Totasjön är en sjö i Ronneby kommun i Blekinge och ingår i Nättrabyåns huvudavrinningsområde. Sjön är 4,5 meter djup, har en yta på 0,141 kvadratkilometer och befinner sig 94,1 meter över havet.

## Delavrinningsområde
Totasjön ingår i det delavrinningsområde (625839-147805) som SMHI kallar för Mynnar i Nättrabyån. Medelhöjden är 106 meter över havet och ytan är 10,27 kvadratkilometer. Räknas de 9 avrinningsområdena uppströms in blir den ackumulerade arean 107,89 kvadratkilometer. Vattendraget som avvattnar avrinningsområdet har biflödesordning 2, vilket innebär att vattnet flödar genom totalt 2 vattendrag innan det når havet efter 32 kilometer. Avrinningsområdet består mestadels av skog (58 %), öppen mark (18 %) och jordbruk (17 %). Avrinningsområdet har 0,48 kvadratkilometer vattenytor vilket ger det en sjöprocent på 4,7 %.